# IC 5179
IC 5179 = IC 5183 = IC 5184 ist eine aktive Spiralgalaxie mit ausgedehnten Sternentstehungsgebieten vom Hubble-Typ Sbc im Sternbild Kranich am Südsternhimmel. Sie ist schätzungsweise 154 Millionen Lichtjahre von der Milchstraße entfernt und hat einen Durchmesser von etwa 110.000 Lichtjahren.
Im selben Himmelsareal befindet sich u. a. die Galaxie IC 5186
Die Supernovae SN 1999ee (Typ Ia) und SN 1999ex (Typ Ib) wurden hier beobachtet.
Das Objekt wurde am 26. Juli 1897 von Lewis Swift entdeckt.